# Lukas Stoop
Lukas Stoop (* 1. März 1990 in Flums) ist ein Schweizer Eishockeyverteidiger, der zuletzt bis zum Saisonende 2021/22 erneut beim HC Davos unter Vertrag stand.

## Karriere
Stoop begann seine Karriere bei den GCK Lions und spielte für dessen Elite-A-Junioren. In der Spielzeit 2006/07 gab er sein Debüt in der Nationalliga B für die GCK Lions. Ausserdem spielte er vier Spiele in der NLB für die Schweizer U20-Nationalmannschaft. Im Mai 2007 verpflichtete der HC Davos den Juniorenspieler für zwei Jahre. Daraufhin wurde ein ordentliches Verfahren eingeleitet, da sowohl die GCK Lions als auch die ZSC Lions Rechte an dem Spieler anmeldeten und auf Transfergebühren bestanden.

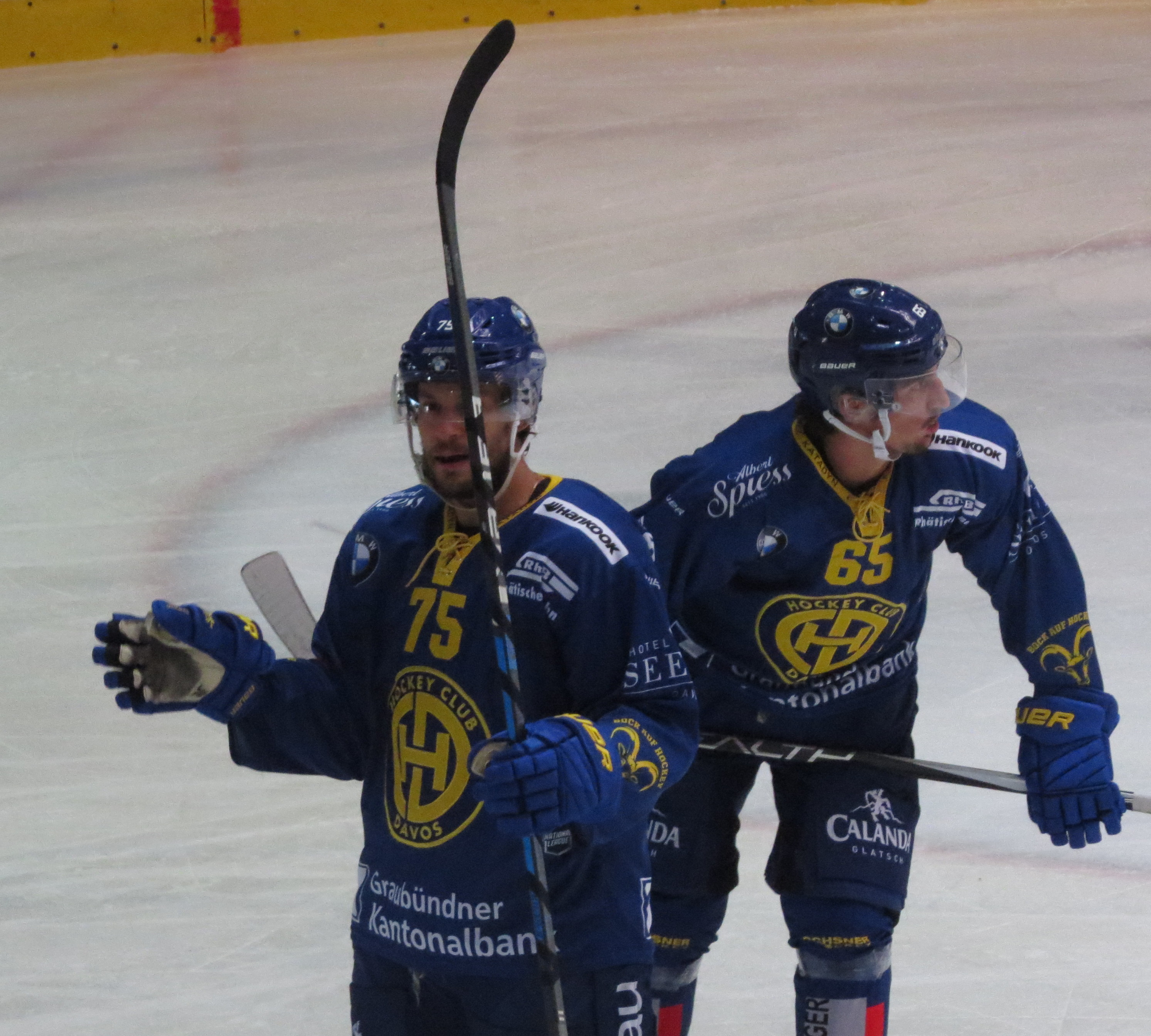
Lukas Stoop (li.) und Marc Wieser (August 2018)

Am 17. Oktober 2007 erzielte Stoop sein erstes NLA-Tor für Davos im Spiel gegen die Kloten Flyers. Anfang November 2007 entschied ein Schiedsgericht, dass der HC Davos 200.000 Franken an die GCK Lions überweisen muss, da die Ansprüche der ZSC Lions nicht bewiesen wurden. In Davos konnte er mit den Bündnern in den Jahren 2009 und 2011 zwei Meistertitel erringen.
Im Dezember 2011 unterschrieb Stoop beim Ligakonkurrenten Kloten Flyers einen Vertrag über drei Jahre Laufzeit, der ab der Saison 2012/13 galt. 
Nach dem Abstieg des EHC Kloten kehrte Stoop 2018 zum HC Davos zurück. Dort war er bis zum Ende der Qualifikation 2021/22 aktiv, wurde in den anschliessenden Playoffs jedoch nicht eingesetzt. 

### International
Lukas Stoop wurde mehrfach in Nachwuchs-Nationalmannschaften der Schweiz eingesetzt. Sein erstes grosses Turnier absolvierte er 2006 bei der U18-Weltmeisterschaft der Division, bei der er mit der U18-Auswahl den Aufstieg in die Top-Division erreichte. Ein Jahr später gehörte er ebenso wie 2008 erneut dem U18-Kader bei der Weltmeisterschaft an. Mit der Schweizer U20-Auswahl nahm er 2008 und 2010 an der Top-Division dieser Altersklasse teil. Nach dem zwischenzeitlichen Abstieg spielte er für die Eidgenossen 2009 in der Division I, wo der sofortige Wiederaufstieg gelang.
Sein Debüt in der Herren-Auswahl seines Landes gab er in der Spielzeit 2015/16.

## Erfolge und Auszeichnungen
- 2006 Aufstieg in die Top-Division bei der U20-Weltmeisterschaft der Division I, Gruppe A
- 2009 Aufstieg in die Top-Division bei der U20-Weltmeisterschaft der Division I, Gruppe A
- 2009 Schweizer Meister mit dem HC Davos
- 2011 Schweizer Meister mit dem HC Davos

## Karrierestatistik

### International
Vertrat die Schweiz bei:
| - U18-Junioren-Weltmeisterschaft der Division I 2006 - U18-Junioren-Weltmeisterschaft 2007 - U20-Junioren-Weltmeisterschaft 2008 | - U18-Junioren-Weltmeisterschaft 2008 - U20-Junioren-Weltmeisterschaft der Division I 2009 - U20-Junioren-Weltmeisterschaft 2010 |

(Legende zur Spielerstatistik: Sp oder GP = absolvierte Spiele; T oder G = erzielte Tore; V oder A = erzielte Assists; Pkt oder Pts = erzielte Scorerpunkte; SM oder PIM = erhaltene Strafminuten; +/− = Plus/Minus-Bilanz; PP = erzielte Überzahltore; SH = erzielte Unterzahltore; GW = erzielte Siegtore; 1 Play-downs/Relegation; Kursiv: Statistik nicht vollständig)

## Erfolge und Auszeichnungen
- 2006 Aufstieg in die Top Division bei der U18-Junioren-Weltmeisterschaft
- 2009 Schweizer Meister mit dem HC Davos
- 2011 Schweizer Meister mit dem HC Davos